# Jan Śpiewak (działacz społeczny)
Jan Dawid Śpiewak (ur. 8 lutego 1987 w Warszawie) – polski socjolog, publicysta, działacz społeczny i były polityk samorządowy, współtwórca Stowarzyszenia Miasto Jest Nasze (MJN), przewodniczący Stowarzyszenia Wolne Miasto Warszawa i wiceprzewodniczący Stowarzyszenia Energia Miast. Deklaruje się jako socjalista demokratyczny.

## Życiorys

### Młodość i wykształcenie
Jest synem historyczki i socjolożki Heleny Datner oraz profesora Pawła Śpiewaka.  Ukończył studia w Instytucie Socjologii Uniwersytetu Warszawskiego, broniąc w 2011 pracę magisterską z zakresu socjologii miasta. Został doktorantem tamże, rozpoczął pisanie pracy poświęconej klasie średniej z Miasteczka Wilanów. Po czterech latach deklarował temat roli elit w reprywatyzacji, następnie zaś postaw inteligencji wobec liberalizmu w latach 80. XX wieku. W 2023 roku uzyskał stopień doktora w dziedzinie nauk społecznych (dyscyplina nauki socjologiczne) na podstawie rozprawy Inteligencja wobec liberalizmu. Publicystyka „Przeglądu Politycznego” w latach 1983–1989. Był także zatrudniony w Muzeum Historii Żydów Polskich Polin.

### Działalność medialna i publicystyczna
Publikował m.in. w „Kulturze Liberalnej”, „Krytyce Politycznej” i we „Wprost”.
Był scenarzystą i współproducentem wielokrotnie nagradzanego filmu dokumentalnego w reż. Ivo Krankowskiego pt. 8 historii, które nie zmieniły świata (2010). W listopadzie 2017 nakładem Wydawnictwa Arbitror ukazała się jego książka pt. Ukradzione miasto. Kulisy wybuchu afery reprywatyzacyjnej. Od jesieni 2019 do czerwca 2020 prowadził coniedzielną audycję w Halo.Radiu. W 2021 publikował na portalu wtv.pl w ramach cyklu Śpiewnik Śpiewaka oraz wspólnie z Piotrem Ikonowiczem współprowadził program Lewy do lewego dla telewizji internetowej wPunkt.
Od grudnia 2018 prowadzi kanał w serwisie YouTube pod nazwą Jan Śpiewak.
Od września 2022 jest felietonistą portalu internetowego i.pl, należącego do Polska Press Grupa, spółki z grupy kapitałowej Orlenu.

### Działalność polityczna
W 2006 pracował w sztabie wyborczym kandydatki na prezydenta m.st. Warszawy Hanny Gronkiewicz-Waltz z PO, a w 2010 – Czesława Bieleckiego z PiS.
W wyborach samorządowych w 2014 startował z komitetu Miasto Jest Nasze i uzyskał mandat radnego dzielnicy Warszawa-Śródmieście. W wyniku konfliktu z innymi działaczami stowarzyszenia Miasto Jest Nasze, w 2017 r. odszedł ze Stowarzyszenia oraz komitetu MJN i został radnym niezależnym.
W 2017 roku założył Stowarzyszenie Wolne Miasto Warszawa, z którym w 2017 roku przedstawił Memorandum Reset Reprywatyzacji, które wskazywało na to, że większość decyzji reprywatyzacyjnych w Warszawie było wydawanych z rażącym naruszeniem prawa. Memorandum publicznie wsparła prof. Ewa Łętowska
W czerwcu 2018 ogłosił, że będzie kandydować w wyborach samorządowych na stanowisko prezydenta Warszawy. Mimo wysuwanego przez MJN zaproszenia i wbrew oczekiwaniom wyrażanym przez część publicystów, odrzucił propozycję dołączenia do koalicji ruchów miejskich. Deklarował za to, że jest „zainteresowany współpracą z Kukiz’15 w wyborach samorządowych” i w celu uzyskania wsparcia w kandydowaniu spotkał się z Pawłem Kukizem. Przegrał jednak w prawyborach wewnątrz ruchu z Markiem Jakubiakiem. W czerwcu 2018 ogłosił start na prezydenta Warszawy i do Rady Miasta Warszawy w ramach koalicji Wygra Warszawa, którą początkowo tworzyły ruch miejski Wolne Miasto Warszawa, Partia Razem, Inicjatywa Polska i Partia Zieloni. We wrześniu 2018 Inicjatywa Polska opuściła koalicję i ogłosiła poparcie dla Rafała Trzaskowskiego. Ostatecznie, startując z Partią Razem i Partią Zieloni uzyskał trzeci wynik w wyborach prezydenckich w Warszawie, uzyskał 26 689 głosów (2,99%). Do Rady Miasta jako KWW Jana Śpiewaka – Wygra Warszawa, otrzymał 34.293 głosów (3,92%). Jego komitet zdobył jeden mandat w Radzie Dzielnicy Pragi-Północ. Bezpośrednio po wyborach zapowiedział przerwę od polityki.
Miesiąc później ogłosił przekształcenie Wygra Warszawa w stowarzyszenie, co jednak nie doszło do skutku, a sam projekt zakończył działalność.
16 stycznia 2019, po niekorzystnym dla niego wyroku ws. zniesławienia Bogumiły Górnikowskiej, poinformował o całkowitym wycofaniu się z polityki. Dwa miesiące później, pod koniec marca 2019 znalazł się wraz z między innymi Mateuszem Klinowskim i Łukaszem Gibałą wśród założycieli nowego stowarzyszenia Energia Miast. Mimo deklarowanej chęci wystartowania w wyborach parlamentarnych w 2019 jako kandydat Lewicy nie zdecydował się na start z list SLD.
W czerwcu 2022, wraz z przedstawicielami Solidarnej Polski, protestował publicznie przeciwko nadaniu tytułu Honorowego Obywatelstwa Warszawy Hannie Gronkiewicz-Waltz, powtarzając kierowane do niej od 2017 zarzuty związane z procesem reprywatyzacji nieruchomości warszawskich.

### Działalność społeczna
Należał do założycieli Żydowskiej Ogólnopolskiej Organizacji Młodzieżowej (ŻOOM), będącej wówczas największą organizacją zrzeszającą młodzież żydowską w Polsce, a także jednym z liderów ruchu miejskiego przekształconego następnie w stowarzyszenie Miasto Jest Nasze (MJN), którego początkowo był wiceprezesem, a następnie przewodniczącym. Jan Śpiewak był jedną z osób, która nagłośniła aferę reprywatyzacyjną w Warszawie. Wraz z Miasto Jest Nasze był w 2017 nominowany do Nagrody Radia Tok FM im. Anny Laszuk.
19 listopada 2016 nadzwyczajne walne zebranie MJN odwołało Śpiewaka z funkcji przewodniczącego. W marcu 2017 Śpiewak odszedł z Miasto Jest Nasze. Przyczyną jego odejścia był brak zaufania do nowego zarządu stowarzyszenia i rzekomy wyciek danych na temat jednego z informatorów stowarzyszenia. Osoba, która przekazała stowarzyszeniu informacje, miała następnie dostawać pogróżki. Jan Śpiewak uznał, że wyciek ten był „skrajnym nadużyciem zaufania, które mogło skończyć się tragicznie”.
Jest także członkiem inicjatywy Otwarty Jazdów. W 2015 za działalność w obronie domków fińskich na Jazdowie otrzymał nagrodę czytelników Stołek, wspólnie z Andrzejem Górzem i Janem Mencwelem.
Jest wiceprzewodniczącym Stowarzyszenia Energia Miast założonego przez Łukasza Gibałę w 2019 roku. Stowarzyszenie zrzesza niezależnych samorządowców i działaczy ruchów miejskich z całej Polski. Jest przedstawicielem Energii Miast w Społecznej Radzie Fiskalnej, powołanej przez Polską Sieć Ekonomii.
W 2022 roku zaangażował się w walkę o ograniczenie dostępności alkoholu w Polsce i z reklamami alkoholu w przestrzeni publicznej i w Internecie.

## Życie prywatne
Jan Śpiewak jest Polakiem żydowskiego pochodzenia. Jego dziadkami od strony matki byli Edwarda Orłowska oraz historyk Szymon Datner, a od strony ojca Anna Kamieńska oraz Jan Śpiewak. Jego kuzynem był Jakub Śpiewak, założyciel i był wieloletni szef fundacji Kidprotect.pl.

## Kontrowersje
- Jego odejście z MJN spotkało się z krytycznym odbiorem w mediach, gdyż zmienił nazwę profilu stowarzyszenia na Facebooku, na „Wolne Miasto Warszawa” (nazwa stowarzyszenia, które wówczas założył)[68][69][70]. Śpiewak argumentował, że założył profil jeszcze przed powstaniem MJN[58]. W odpowiedzi MJN argumentowało, że stowarzyszenie zostało założone wcześniej niż profil, co znajdowało potwierdzenie w ówczesnej prasie[71] oraz historii Stowarzyszenia[72]. W efekcie administracja Facebooka pozbawiła Śpiewaka uprawnień i przywróciła kontrolę nad profilem zarządowi MJN. Profil z powrotem nazwano Miasto Jest Nasze[58][73][74][75][76].
- W 2019 został prawomocnie skazany w procesie karnym za post: Boom. Córka ministra Ćwiąkalskiego przejęła w 2010 roku metodą na 118-letniego kuratora kamienice na Ochocie[77][78]. Wspomniana publikacja zawierała informację wiążącą mec. Bogumiłę Górnikowską z tzw. aferą reprywatyzacyjną, jakoby miałaby zaniechać swoich obowiązków kuratora. Kobieta w styczniu 2018 r. wniosła prywatny pozew przeciwko Śpiewakowi[79]. Aktywista został skazany na 5000 zł grzywny i 10 000 zł nawiązki za zniesławienie mec. Górnikowskiej[80]. W czerwcu 2020 został ułaskawiony przez prezydenta Andrzeja Dudę[81].
- W 2020 został prawomocnie skazany w procesie karnym o zniesławienie adwokata i wówczas kandydata na sędziego Izby Dyscyplinarnej Sądu Najwyższego Jerzego Szaniawskiego przez Sąd Apelacyjny w Warszawie[82]. Sprawa dotyczyła oskarżenia skierowanego w stronę Szaniawskiego, którego Jan Śpiewak powiązał z tzw. dziką reprywatyzacją kamienicy przy ul. Stępińskiej 17 na warszawskim Mokotowie[83]. Wypowiedź Śpiewaka została uznana za powód, przez który „Szaniawski został poniżony w oczach opinii publicznej”[84]. Miało to także odbić się na decyzji dotyczącej przyznania adwokatowi stanowiska sędziego Izby Dyscyplinarnej Sądu Najwyższego, o które wówczas ubiegał[85].
- W 2021 prawomocnie przegrał proces cywilny o naruszenie dóbr osobistych byłego wiceprezydenta Warszawy Jacka Wojciechowicza przez Sąd Okręgowy w Warszawie. Mimo składanych publicznie zapewnień Śpiewak nie odwołał się od wyroku sądu pierwszej instancji i ten uprawomocnił się bez postępowania odwoławczego[86][87]. Sąd orzekł bezpodstawność wpisu Śpiewaka opublikowanego na jego profilu w serwisie Facebook, sugerującym, że wiceprezydent stracił pracę z powodu udziału w tzw. aferze reprywatyzacyjnej[88]. W uzasadnieniu wyroku podkreślono, że aktywista „naruszył dobra osobiste byłego wiceprezydenta w postaci dobrego imienia, czci i godności”[89].
- W 2021 prawomocnie przegrał proces cywilny o naruszenie dóbr osobistych polityka lewicy Sebastiana Wierzbickiego przez Sąd Apelacyjny w Warszawie[90]. Sprawa dotyczyła serii wpisów w mediach społecznościowych na profilu Jana Śpiewaka, po zatrzymaniu przez CBA ówczesnego burmistrza dzielnicy Włochy w Warszawie[91]. Śpiewak sugerował, aby służby zbadały także dochody współpracownika Artura W. – Sebastiana Wierzbickiego[92].
- W 2021 Roman Giertych złożył pozew przeciwko Janowi Śpiewakowi o zniesławienie. Aktywista nazwał Giertycha faszystą w jednym ze wpisów w serwisie Twitter[93]. Adwokat domagał się zadośćuczynienia w wysokości 100 tys. zł wpłaconych na rzecz WOŚP[94].
- W 2022 został nieprawomocnie skazany w procesie karnym o zniesławienie polityka Solidarnej Polski Dariusza Mateckiego przez Sąd Rejonowy dla Warszawy-Śródmieścia w Warszawie[95]. Aktywista nazwał publicznie polityka „brunatnym pomocnikiem Jakiego” co Sąd pierwszej instancji uznał za zniesławienie[96]. Wyznaczono karę 6 miesięcy ograniczenia wolności w postaci dozoru kuratora oraz prac społecznych. Śpiewak odwołał się od wyroku, postępowanie odwoławcze trwa[97].
- W 2022 Sąd Rejonowy dla Krakowa-Śródmieścia w Krakowie umorzył postępowanie karne wobec Śpiewaka o zniesławienie z wniosku prezydenta Krakowa Jacka Majchrowskiego[98]. Sprawa dotyczyła filmu „Pożar miejskiego archiwum i najsłynniejsze afery z czasów Majchrowskiego” opublikowanego przez Śpiewaka na jego kanale YouTube. Aktywista kieruje tam zarzuty dotyczące interesów Majchrowskiego oraz odpowiedzialności za afery korupcyjne w Krakowie[99].